# شازده احتجاب
شازده احتجاب رمانی از هوشنگ گلشیری است که نخستین بار به سال ۱۳۴۸ چاپ شد. گلشیری این اثر را خوش‌اقبال‌ترین کتاب خود نامیده است.

## داستان
شازده احتجاب روایت فروپاشی نظام شاهی و پیشامدرن در سنت فرهنگی ایران است. شخصیت اول رمان، که «شازده احتجاب» نامیده می‌شود، در اوهام و گذشته، به روایت قسمتی از استبداد و بیداد خود و خانواده‌اش می‌پردازد.
گلشیری در این رمان از شیوهٔ جریان سیال ذهن بهره می‌گیرد.

### بخشی از متن شازده احتجاب
«باور کنید، این جد کبیر فقط از بابت کین پس مبارکش ناراحت بوده: یک روز خونریزی دارد، یک روز باید عمل بکنند، یک روز حکیم ابونواس سواری را قدغن کرده است و یک روز باید مسهل خورَد یا در اندرونی، پنهان از چشم عملهٔ خلوت، شراب نوشد تا بلکه بواسیر راحتش بگذارد. همه‌اش همین است.»

### نوع روایت
«قصهٔ شازده احتجاب از درون روایت می‌شود؛ هوشنگ گلشیری در کنار استفاده از دانای کلی که دارد، هر بار با دخول به ذهن یکی از ساکنین خانه، روایت را پیش می‌برد. عمارت پوسیده و عقیم و ازدست‌رفتهٔ شازده هم درست به خودِ او می‌ماند.»

## فیلم
فیلمی با همین نام و به کارگردانی بهمن فرمان‌آرا با اقتباس از این رمان ساخته شده است.

## ترجمه‌ها
شازده احتجاب مورد تحسین آلن رب گریه بوده و به زبان فرانسوی و همچنین به زبان انگلیسی، توسط جیمز بوکن ترجمه شده است.

## شباهت بازوال خاندان آشر
«شازده احتجاب و زوال خاندان آشر هر دو علیه باورهای سنتی منسوخ زمانهٔ خودشان عصیان می‌کنند و این امر نه‌تنها در مضمون و محتوی آثار، بلکه در فُرم آن‌ها نیز خود را به نمایش می‌گذارد. هر دو اثر از عناصری کهن بهره می‌جویند تا بدعت‌گذار صناعات داستان‌نویسی ملی و درنتیجه خالق جریانات اصیل مستقل و ملی باشند.»